# Chico Buarque Ao Vivo - Le Zenith, Paris
| Críticas profissionais | Críticas profissionais |
| Avaliações da crítica  | Avaliações da crítica  |
| Fonte                  | Avaliação              |
| ---------------------- | ---------------------- |
| All Music Guide        | [ 1 ]                  |

Chico Buarque ao vivo Paris Le Zenith é álbum ao vivo de Chico Buarque, gravado em 1989, no teatro Le Zenith, em Paris.

## Faixas

### Disco 1

#### Lado A
| N.º | Título                 | Compositor(es)                    | Duração |  |
| 1.  | "Apresentação"         | Chico Buarque                     | 1:45    |  |
| 2.  | "Desalento"            | Chico Buarque, Vinícius de Moraes | 2:28    |  |
| 3.  | "A Rita"               | Chico Buarque                     | 1:28    |  |
| 4.  | "Samba do Grande Amor" | Chico Buarque                     | 2:29    |  |
| 5.  | "Gota d´Água"          | Chico Buarque                     | 3:08    |  |
| 6.  | "As Vitrines"          | Chico Buarque                     | 3:03    |  |

#### Lado B
| N.º | Título                | Compositor(es)                    | Duração |  |
| 1.  | "A Volta do Malandro" | Chico Buarque                     | 4:26    |  |
| 2.  | "Partido Alto"        | Chico Buarque                     | 3:49    |  |
| 3.  | "Sem Compromisso"     | Geraldo Pereira, Nelson Trigueiro | 2:07    |  |
| 4.  | "Deixa a Menina"      | Chico Buarque                     | 2:08    |  |
| 5.  | "Suburbano Coração"   | Chico Buarque                     | 2:27    |  |
| 6.  | "Palavra de Mulher"   | Chico Buarque                     | 2:02    |  |

### Disco 2

#### Lado A
| N.º | Título                                | Compositor(es)                  | Duração |  |
| 1.  | "Todo o Sentimento"                   | Chico Buarque, Cristóvão Bastos | 3:05    |  |
| 2.  | "Joana Francesa"                      | Chico Buarque                   | 3:16    |  |
| 3.  | "Rio 42"                              | Chico Buarque                   | 2:48    |  |
| 4.  | "Não Existe Pecado ao Sul do Equador" | Chico Buarque, Ruy Guerra       | 1:13    |  |
| 5.  | "Brejo da Cruz"                       | Chico Buarque                   | 4:40    |  |

#### Lado B
| N.º | Título                                       | Compositor(es)                                    | Duração |  |
| 1.  | "O Que Será? (À Flor da Pele)"               | Chico Buarque                                     | 2:34    |  |
| 2.  | "Vai Passar"                                 | Chico Buarque, Francis Hime                       | 5:01    |  |
| 3.  | "Samba de Orly"                              | Chico Buarque, Toquinho, Vinícius de Moraes       | 2:20    |  |
| 4.  | "João e Maria"                               | Chico Buarque, Sivuca                             | 2:25    |  |
| 5.  | "Eu Quero um Samba / Essa Moça Tá Diferente" | Haroldo Barbosa, Janet de Almeida / Chico Buarque | 4:33    |  |

## Ficha Técnica
- Chico Buarque - violão
- Cristóvão Bastos - arranjador, teclados
- Chico Batera - percussão
- Hugo Fattoruso - teclados
- Joãozinho - percussão
- Luiz Cláudio Ramos - guitarra, violão
- Marçal (Nilton Delfino Marçal) - percussão
- Marcelo Bernardes - saxofone, clarinete, flauta, flautim
- Wilson das Neves - bateria
- Zeca Assumpção - baixo elétrico